# 田主丸中央
田主丸中央（たぬしまるちゅうおう）は、福岡県久留米市田主丸町の国道210号上にある、西鉄バス久留米のバス停、または同市県道729号上にある甘木観光のバス停の名前である。以前は建物を有するバスターミナルとしての扱いを受けており、田主丸町内の交通の要点となっていた。

## 概要

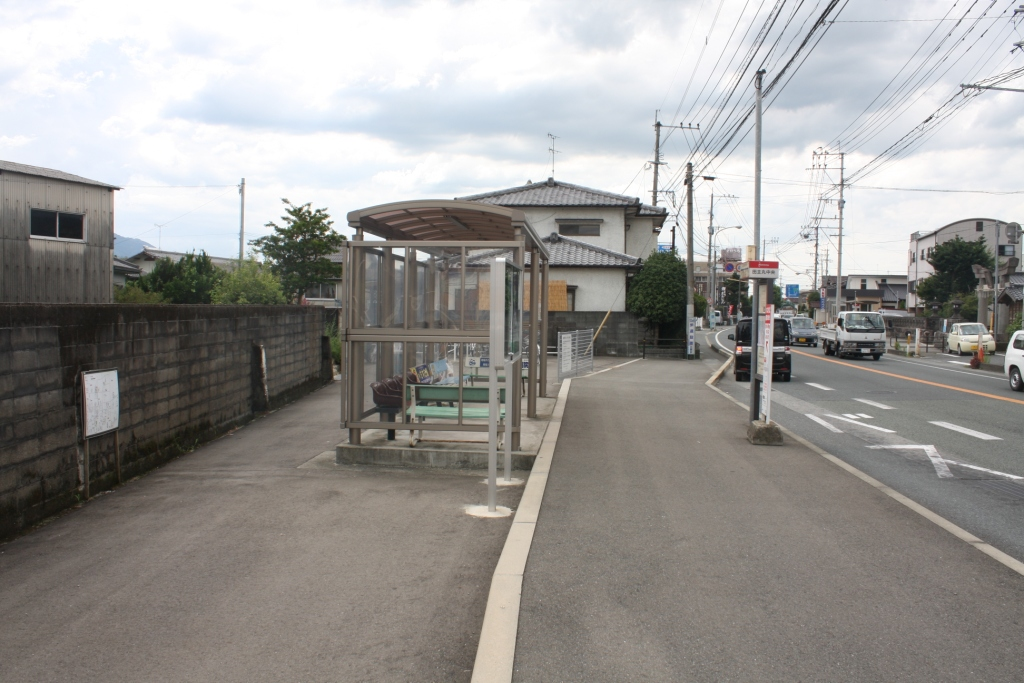
西鉄バス・田主丸中央バス停（久留米方面乗り場・2012年8月）

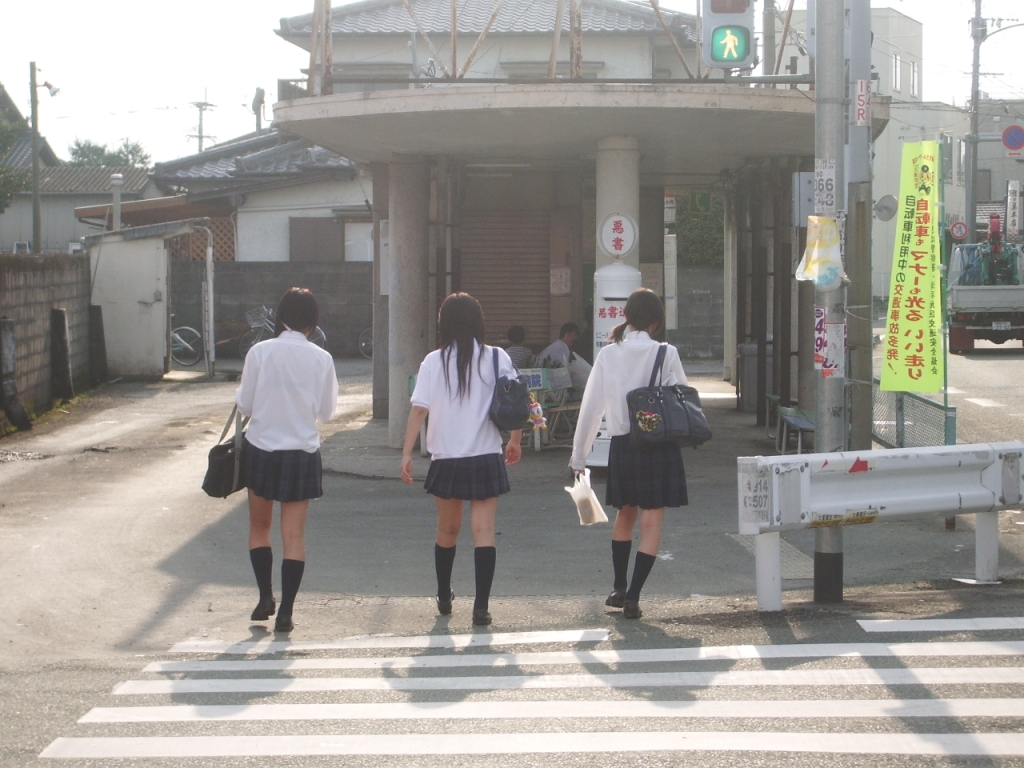
2006年当時の田主丸中央バス停。上画像と同じ位置だが、当時は吉井・日田方面バスもここへ乗り入れていた

1952年（昭和27年）に西鉄吉井自動車営業所（現・西鉄バス久留米・吉井支社吉井営業所）の設立と同時に設置された、西鉄が所有する2階建てのバスターミナルであった。田主丸近辺を長距離バスが運行していた時代は、1階がバスセンター、2階が乗務員の休憩室として存在していたが、現在は建物を壊して普通のバス停となっている。その後、2012年（平成24年）の高塚・日田-久留米間の急行バス廃止に伴って、この停留所に停車する優等バスは完全に無くなり、路線バスのみ停留する。
また、2001年（平成13年）に西鉄バス両筑（現：西鉄バス久留米）が一部路線を甘木観光バスに譲渡した際に、甘木観光バスが新たに県道729号上に田主丸中央バス停を設置した。

## 西鉄バス久留米
西鉄バス久留米の停留所は国道210号上に設置されている。

### 現在の乗場と行先
乗場は2つあり、西側が久留米市内方面、東側が草野・うきは市方面である。以前は、日田方面のバスがバスセンターに進入する時にきついカーブがあり、幅がギリギリの状態で進入していた。建物が無くなった後は東西方面でバス停が分かれたため、その問題は解消されている。

#### 西側（久留米方面）
- 20：JR久留米駅・西鉄久留米（千本杉経由）
- 23：JR久留米駅（百年公園経由）
- 24：大学病院（千本杉経由）
- 25：上原

#### 東側（草野・うきは方面）
- 20：吉井営業所・浮羽発着所
- 20-1・23：田主丸そよ風ホール
- 25：JR久留米駅・西鉄久留米（草野経由）
- 25-1：西鉄久留米（紅乙女酒造・草野経由）

### 過去の乗場と行先
乗場は2ヶ所あり、北側が福岡・朝倉街道・甘木方面、西側が佐賀・久留米方面、東側が吉井・杷木・日田・杖立・別府方面であった。
- 高速：福岡・福岡空港⇔（甘木経由）⇔吉井・浮羽
- 特急：福岡・久留米⇔（日田経由）⇔由布院・別府（きじま・ゆふ号）、久留米⇔日田・杖立
- 急行：福岡⇔（甘木・久留米経由）吉井、久留米⇔日田・高塚地蔵尊、上吉井・田主丸中央 ⇔ 甘木・朝倉街道
- 快速：久留米⇔上吉井・上千足・杷木・日田
- 5：上吉井・田主丸中央⇔（朝倉病院経由）⇔甘木
- 20： 久留米⇔吉井営業所・浮羽発着所
- 23：久留米⇔（土木事務所経由）⇔吉井営業所
- 25：上吉井・田主丸中央・善院⇔（草野経由）⇔草野駅前・久留米、上吉井・田主丸中央⇔西鉄金島駅（甘木線）

## 甘木観光バス
甘木観光の停留所は県道729号上に設置されている。
- 4：田主丸中央病院⇔田主丸中央⇔両筑橋・朝倉医師会病院・甘木中央・甘鉄甘木駅
- 5：田主丸中央病院⇔田主丸中央⇔両筑橋・甘木中央・甘鉄甘木駅

## 周辺
- 田主丸アーケード商店街
- 田主丸郵便局
- 田主丸商工会議所（田主丸駅内）
- 福岡県立浮羽工業高等学校
- 月読神社

## 隣の停留所
西鉄バス久留米・吉井支社
■吉井～久留米線
20/24
下田主丸  - 田主丸中央 - 浮羽工業前
■吉井～久留米線・草野線
20/20-1・23・25/25-1
下田主丸 - 田主丸中央 - 田主丸駅前
甘木観光バス
■田主丸線
4・5
横町 - 田主丸中央 - 田主丸駅前